# 352
352 foi um ano bissexto do século IV que teve início a uma quarta-feira e terminou a uma quinta-feira, segundo o Calendário Juliano. as suas letras dominicais foram E e D.
| Ano completo                           |
| -------------------------------------- |
| Ano bissexto com início à quarta-feira |

## Eventos
- 17 de Maio - É eleito o Papa Libério, 36º papa, que sucedeu ao Papa Júlio I.

## Mortes
- 12 de Março - Papa Júlio I, 35º papa.